# Кирилова Ольга Олексіївна
Ольга Олексіївна Кирилова (нар. 21 червня 1979, Київ) — українська культуролог, письменниця, перекладач, есеїст.

## Біографія
Закінчила гуманітарний факультет та аспірантуру кафедри культурології Національного університету «Києво-Могилянська академія». Магістр філософії Кембриджського університету (Велика Британія). Кандидат філософських наук, доцент.

## Нагороди
Лауреат Міжнародної літературної премії імені Олеся Гончара (1999) за цикл оповідань «Листи без адреси», лауреат поетичного конкурсу «Гранослов» (2008) за поетичну збірку «Листи до французького лейтенанта» та ряду мережових літературних конкурсів (поетичний конкурс «Рукомесло» 2003 року, номінації «Поезія» та «Переклад» тощо).

## Праці
Монографія: «Серп холодной луны: реконструкции моделей чувственности» (СПб: Алетейя, 2010). — 176 с.
Близько 100 опублікованих наукових статей та есеїв на культурологічну тематику в українських та зарубіжних часописах.
Публікації перекладів:
Чернецький В. Картографуючи посткомуністичні культури. Росія та Україна в контексті глобалізації (К.: Критика, 2013). Переклад з англ. на укр. (спільно з К. Ботановою і Т. Кононенко).